# 주생면
주생면(周生面)은 대한민국 전북특별자치도 남원시의 면이다.

## 법정리
- (옛 이언면 지역)
  - 상동리(上洞里)
  - 중동리(中洞里)
- (옛 주포면 지역)
  - 지당리(池塘里)
  - 정송리(貞松里)
  - 제천리(諸川里)
  - 영천리(嶺川里)
- (옛 남생면 지역)
  - 낙동리(樂洞里)
  - 내동리(內洞里)
  - 도산리(道山里)